# Ogawa Masaki
Masaki Ogawa (sinh ngày 3 tháng 4 năm 1975) là một cầu thủ bóng đá người Nhật Bản.

## Sự nghiệp câu lạc bộ
Masaki Ogawa đã từng chơi cho Kashima Antlers, Kyoto Purple Sanga, Cerezo Osaka, Shonan Bellmare, Mito HollyHock, Thespa Kusatsu, Zweigen Kanazawa và FC Osaka.